# Tierschutzkommission (Deutschland)
Die Tierschutzkommission ist ein Beratungsgremium des deutschen Bundesministeriums für Ernährung und Landwirtschaft. Das Ministerium beruft die Kommission seit 1987 auf Grund des § 16b des Tierschutzgesetzes zu seiner Unterstützung in Fragen des Tierschutzes. Sie hört diese vor dem Erlass von Rechtsverordnungen und allgemeinen Verwaltungsvorschriften nach dem Tierschutzgesetz an.
Die Pflicht zur Anhörung der Tierschutzkommission trägt zur Erfüllung des Staatsziels Tierschutz aus Art. 20a GG bei. Eine Verordnung, die unter Verstoß gegen § 16b Abs. 1 Satz 2 TierSchG erlassen wurde, verletzt zugleich Art. 20a GG.

## Kommission ab 2020
Die aktuelle Kommission wurde im Juli 2020 konstituiert. Ihr gehören folgende Mitglieder an:
- Joachim Coenen, Corparate Animal Welfare Officer Merck KGaA
- Michael Erhard, Tierärztliche Fakultät der LMU München
- Roger Fechler, Deutscher Bauernverband e. V.
- Ute Knierim, Universität Kassel, Fachbereich Ökologische Agrarwissenschaft und Fachbereich Nutztierethologie und Tierhaltung
- Christina Ledermann, Vorsitzendes des Vereins Menschen für Tierrechte – Bundesverband der Tierversuchsgegner e.V.
- Heidrun Potschka, Tierärztliche Fakultät der LMU München
- Thomas Schröder, Präsident des Deutschen Tierschutzbundes e.V.
- Christa Thöne-Reineke, Fachtierärztin für Versuchstierkunde, Tierschutzbeauftragte FU Berlin, Institut für Tierschutz, Tierverhalten und Versuchstierkunde
- René Tolba, Uniklinik RWTH Aachen
- Jasmin Zöllmer, Politische Leitung bei PROVIEH e.V.

## Kommission ab 2016
- Christiane Baumgartl-Simons, Menschen für Tierrechte – Bundesverband der Tierversuchsgegner
- Joachim Coenen, Corparate Animal Welfare Officer der Merck KGaA
- Roger Fechler, Deutscher Bauernverband
- Jörg Hartung, Institut für Tierhygiene, Tierschutz und Nutztierethologie der Stiftung Tierärztliche Hochschule Hannover
- Ute Knierim, Universität Kassel, Fachbereich Ökologische Agrarwissenschaft, Fachbereich Nutztierethologie und Tierhaltung
- Ingo Nolte, Stiftung Tierärztliche Hochschule Hannover, Klinik für Kleintiere
- Nicole Podlinski, Bundesvorsitzende der Katholischen Landvolkbewegung (KLB)
- Angelika Richter, Institutsdirektorin des  Instituts für Pharmakologie, Pharmazie und Toxikologie; Veterinärmedizinische Fakultät Universität Leipzig
- Brigitte Rusche, Vizepräsidentin des Deutschen Tierschutzbundes, Akademie für Tierschutz
- Thomas Schröder, Präsident des Deutschen Tierschutzbundes
- Jörg Styrie, Geschäftsführer des Bundesverbands Tierschutz
- Christa Thöne-Reineke, Fachtierärztin für Versuchstierkunde, Tierschutzbeauftragte FU Berlin, Fachbereich Veterinärmedizin; Institut für Tierschutz, Tierverhalten und Versuchstierkunde